# Resafa
Resafa of Sergiopolis is een ruïnestad in het noordoosten van Syrië.
In de 9e eeuw v.Chr. zou op deze plaats een militair kamp van de Assyriërs geweest zijn. Resafa werd later een weinig belangrijk handelscentrum. In de Romeinse periode werd, onder keizer Diocletianus, een vesting gebouwd ter bescherming tegen de dreiging van de Sassaniden. In de Byzantijnse tijd (vroege 5e eeuw) werd de stad een bedevaartsoord ter ere van de soldaat-martelaar Sergius, vandaar de naam Sergiopolis. Tevens werd het aartsbisdom Sergiopolis opgericht.
In de 7e eeuw werd Resafa ingenomen door de Sassaniden en later door de Omajjaden. Het was een populaire winterbestemming van de Arabische kaliefen en zij lieten er meerdere paleizen neerzetten. Nog later werd het vernield door de Abassiden en in de 13e eeuw een tweede maal door de Mongolen.
Wat thans overblijft zijn de stadsmuren (500m × 300m) gebouwd onder de Byzantijnse keizer Justinianus I. De gebruikte gipssteen geeft een marmerachtig effect. Er zijn 4 poorten telkens in het midden van elke muur. De noordelijke poort is de belangrijkste, van hier uit start de Cardo maximus.
De resten van enkele kerken zijn aanwezig. Best bewaard is de basilica van het H. Kruis, ook kerk van Sergius genoemd, uit 550. De bogen die het schip scheiden van de twee zijbeuken zijn zeer hoog, maar elk van de drie bogen diende ondersteund te worden door twee kleinere bogen onderaan.
Van een andere basilica uit de late 5e eeuw rest alleen een deel van de apsis.
In een derde kerk uit 520 werden talrijke sarcofagen van bisschoppen gevonden. Dit was waarschijnlijk de episcopale kerk. Ook hiervan resten alleen een deel van de apsis en een aantal kolommen.
Enorme waterreservoirs (cisternen), te vergelijken met massieve ondergrondse kathedralen, zijn nog aanwezig. Eén is 58 m lang, 22 m breed en 13 m diep.

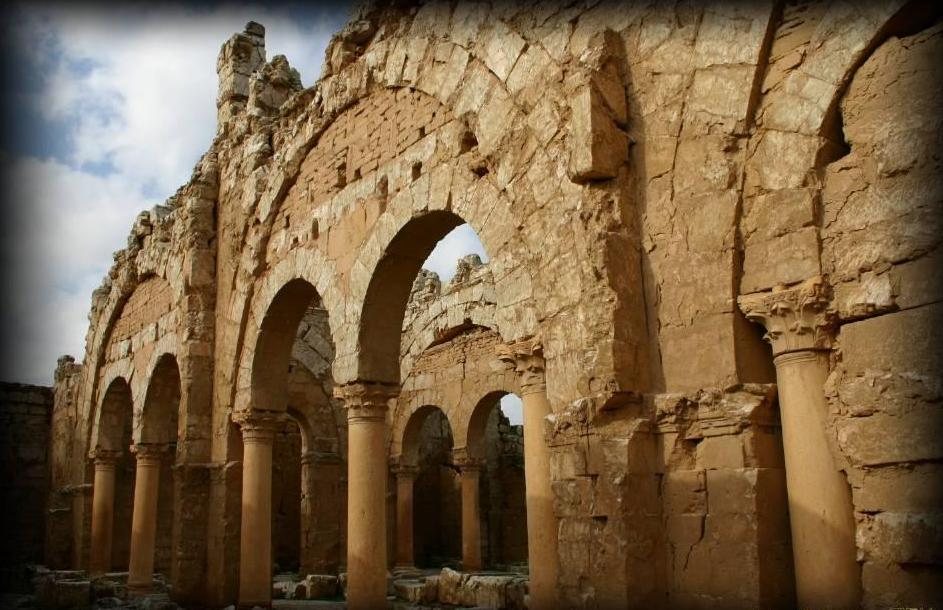
Basilica van het H. Kruis, ook kerk van Sergius genoemd